# Wilfredo López
Wilfredo Steven López López (ur. 30 marca 2003) – panamski zapaśnik walczący w stylu wolnym.
Zajął jedenaste miejsce na mistrzostwach panamerykańskich w 2023. Brązowy medalista igrzysk Ameryki Południowej w 2022. Wicemistrz panamerykański juniorów w 2021 roku.